# Фауна Куби

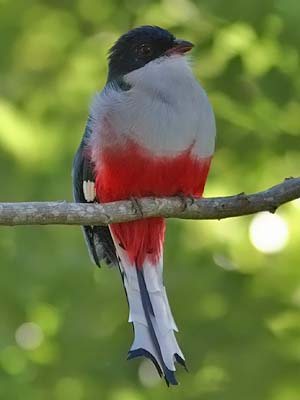
Національний птах Куби — Кубинський трогон

Фауна Куби, найбільшого з островів Вест-Індії, відрізняється нечисленністю хребетних тварин і значною кількістю ендеміків. Двадцять видів птахів, що живуть там не зустрічаються ніде більше, в тому числі й найменша пташка у світі — бджолиний колібрі, а також кубинський трогон (національний птах Куби) і феєрично забарвлений кубинський плоскодзьоб. Крім того, ендеміками є майже три чверті з 150 видів рептилій і амфібій (деякі з них до того ж рідкісні — скажімо, кубинський крокодил), що мешкають на Кубі, як і значна частина метеликів і інших тварин.
На сході Куби знайдено кілька популяцій одного з рідкісних видів ссавців — комахоїдного кубинського щілинозуба — «Solenodon cubanus». Цей вид ще недавно вважався вимерлим і був занесений до реєстру зниклих видів. За зовнішнім виглядом нагадує борсука, але відрізняється характерним для комахоїдних довгим носом. Кубинський щілинозуб вперше був описаний німецькими зоологами в 1861 році. За весь минулий з цього моменту час до рук дослідників потрапили всього 37 екземплярів цього ендемічного виду. Вчені пояснюють це тим, що тварини ведуть скритний нічний спосіб життя, велику частину часу вони проводять під землею.
На острові Куба та сусідньому з нею острові Пінос (Хувентуд) мешкає ще один ендемік — Чіпкохвоста хутія — це стародавній відокремлений вид роду Capromys. Представники цього роду нагадують величезних щурів, масою в кілька кілограмів. Хутія конеа (Capromys pilorides), що мешкає на Кубі є найбільшим із ссавців, що тут мешкають. Тіло цього гризуна досягає 50 сантиметрів, і закінчується майже голим хвостом завдовжки близько 25 сантиметрів. Тваринка має грубе сірувато-коричневе хутро. Зрідка трапляються світлі, майже білі хутії. Цей гризун віддає перевагу велику частину часу проводити на деревах, харчуючись листям і плодами, іноді він ловить дрібних ящірок-аполісів. У скелястих місцевостях хутія може іноді жити і на землі і навіть рити нори. Крім щелезуба і кажанів, це єдині споконвічні представники ссавців Куби.

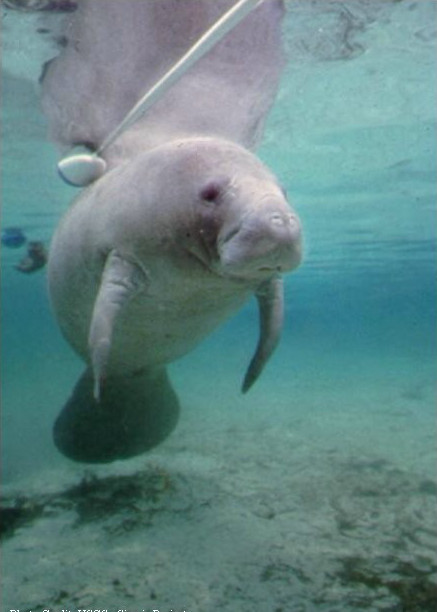
Американський ламантин

На Кубі та прилеглих до неї островах проживає 23 види кажанів.
З 354 видів птахів, що населяють Кубу, багато прилітають тільки на зимівлю. Серед місцевих видів знаменита пташка колібрі, що важить всього 2 грами, а також папуга ара і дрібні грифи.
Найменші пташки на планеті — колібрі — входять в рід карликових ельфів (Haetocercus). Найменша з найменших пташок у світі — бджолиний колібрі — живе тільки на Кубі. Колібрі відомі своєю дивовижною здатністю ширяння на місці, яка дозволяє їм затримуватися перед квітами і збирати нектар.
Папуг ара налічується 17 видів, і всі вони проживають у районах Латинської і Південної Америки. Ара є найбільшими представниками загону папугоподібних (Psittaciformes). Їх характерними рисами є досить яскраве забарвлення, великий дзьоб, кінчик якого круто заломлений, порівняно довгий хвіст і великий розмір тіла. Більшість видів ара веде зграйний спосіб життя, хоча деякі живуть парами. Гніздяться вони в дуплах дерев. Харчуються ці папуги різними плодами, насінням, соком стиглих плодів і горіхами, які вони розгризають потужними дзьобами. Деякі види їдять равликів, знаходячи їх на пальмах і інших деревах. Ара часто пролітають досить великі відстані в пошуках дозрілих горіхів та фруктів.
Північноамериканський журавель мешкає тільки в болотах Ланьєр, де також можна зустріти смарагдово-зеленого кубинського папугу і рожеву колпицю. У лагунах на болотах Сапата і Кальеріа-дель-Норте бродять зграями фламінго.
Білодзьобий дятел вважався вимерлим видом, поки в середині 1980-х рр.. цього птаха випадково не виявили в Кучиль-яс-дель-Тоа, після чого цей район став заповідником. Поширені на Кубі кубинський зелений дятел і червоноклювий дятел, а також гриф-індичка і єгипетська чапля; на узбережжі мешкають пелікани, а над морем ширяють фрегати. З 354 видів птахів, зареєстрованих на Кубі, 21 вид — ендеміки.

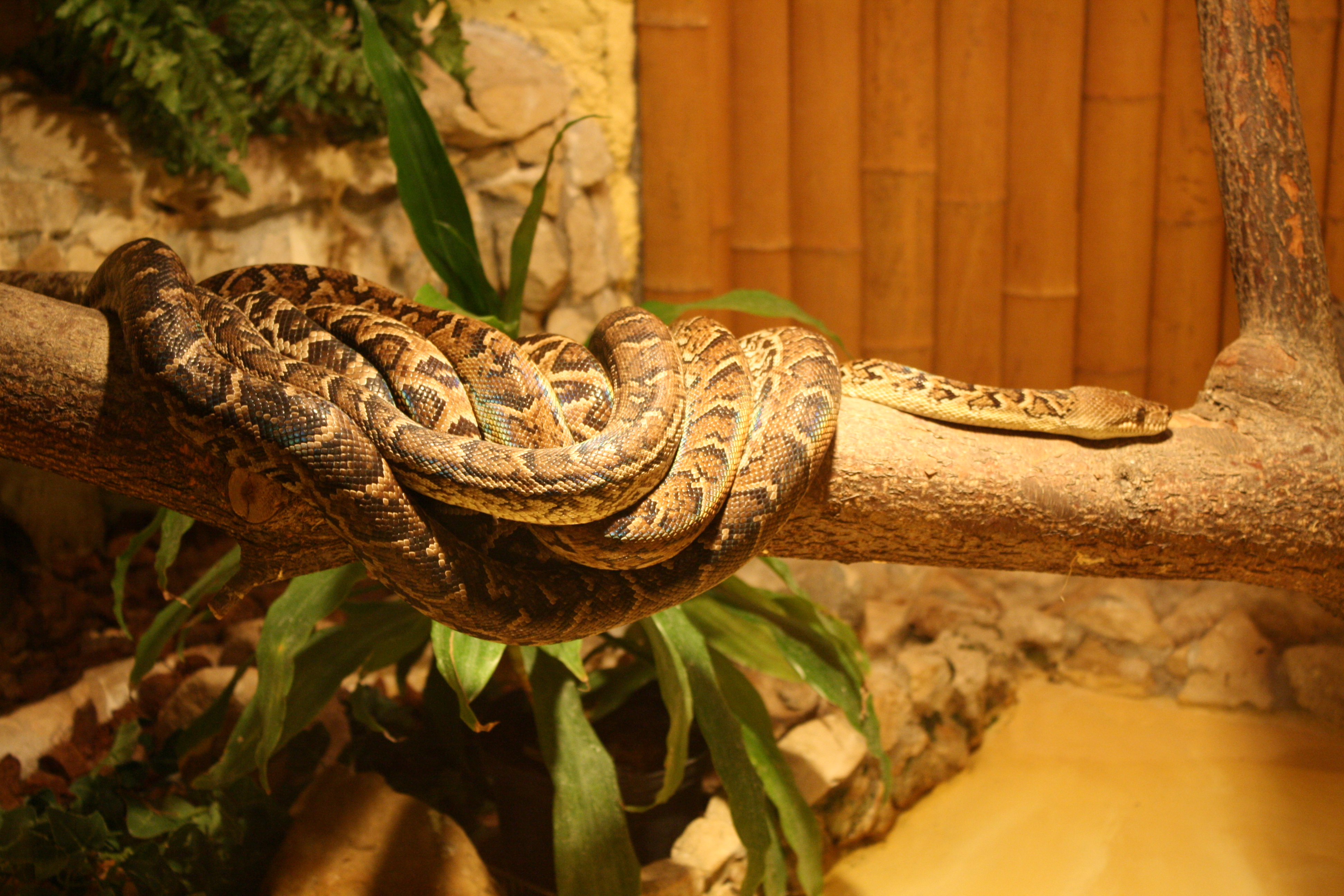
Кубинський удав

Національним птахом Куби є кубинський трогон (Cuban trogon). До загону трогоноподібних відносяться яскраво прикрашені птахи, які добре вписуються своєю екзотичною красою в тропічні ліси. Яскраве червоно-біло-синє оперення кубинського трогона відповідає кольорам національного прапора. Вважається, що позбавлений волі трогон вмирає від розриву серця.
З комах характерні терміти і світляки-кокуйо, про яких Майн Рід писав, що «якщо посадити дюжину таких комах у скляну посудину, то при їх світлі можна буде читати найдрібніший друк» … А ще легенда свідчить, що ці жуки-світляки заступилися за Кортеса в запеклому нічному бою, коли «кокуйо — світляки фантастичних розмірів … цілими роями зліталися … до табору, і людям Нарваеса здавалося, що їх оточує величезна армія, що рухається при світлі смолоскипів».

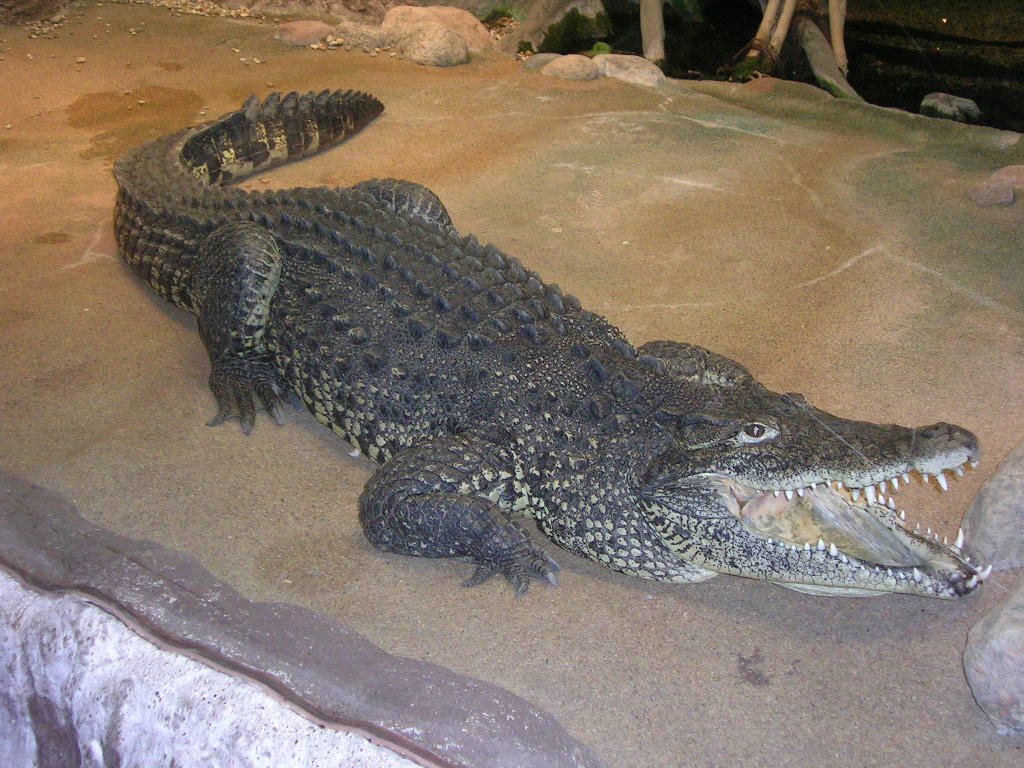
Кубинський крокодил

Біля узбережжя і в річках мешкає американський ламантин (Trichechus manatus) — рід ссавців з загону сирен або травоїдних китів. Американські ламантини живуть сім'ями. Вони, мабуть, моногамні і обидві тварини кожної пари дуже прив'язані один до одного. Самка народжує одного або двох дитинчат. Виявилося, що ламантини легко приручаються.
У лісах водяться олені та дикі кабани, яких завезли сюди для полювання.
З 46 видів ящірок, що мешкають на Кубі, найкрасивіша — аноліс, що має яскраве зелено-блакитне забарвлення. У момент небезпеки самці випинають свій помаранчевий горловий мішок, попереджаючи таким чином про загрозу. Ящірки абсолютно безпечні, як і деякі види неотруйних змій і ігуани, вкриті жорсткими голками. Тут можна побачити найменшу у світі жабу — Eleutherodactylus iberia — розміром усього 18-19 мм і шість видів яскравих земляних равликів.
Близько 200 видів кубинських рослин і тварин занесено в список рідкісних або вимираючих, у тому числі черепахи бісса, а також зелені і великоголові черепахи, що живуть на пляжах острова Хувентуд і південних островів.

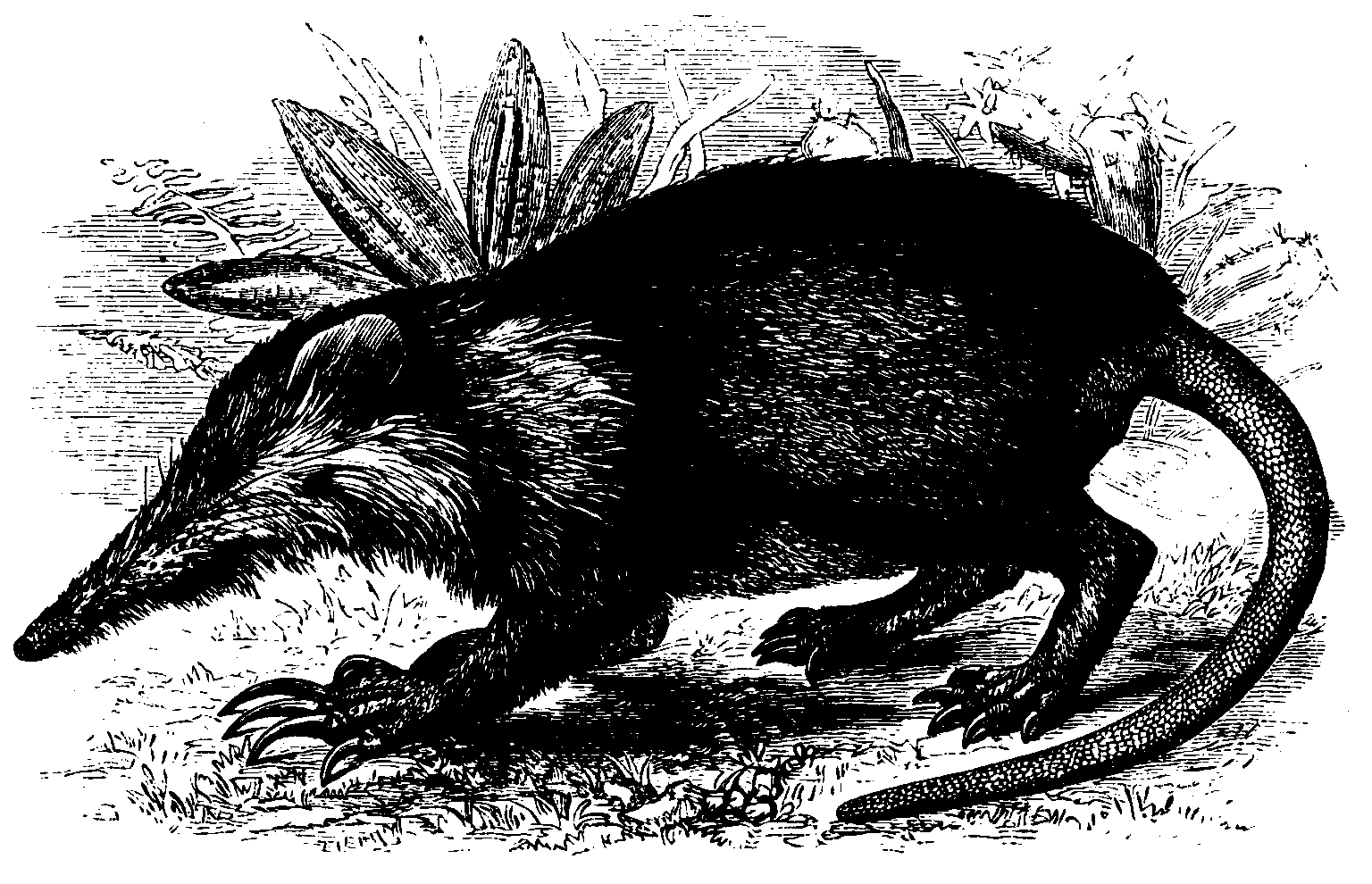
Кубинський щілинозуб

Ще одним ендемічним видом є кубинський крокодил (Crocodylus rhombifer Cuvier), який був майже повністю винищений. Живе він в охоронюваних місцях на болотах Сапата і Ланьєр. Крокодили населяють прісні водойми і більшу частину доби проводять у воді. На сушу виходять вранці і ближче до вечора. Часто лежать із широко відкритою пащею, що пов'язано з необхідністю регулювати температуру тіла. Відкладають яйця завбільшки з курячі, а самка залишається поблизу кладки, захищаючи її від ворогів. Полюють ночами. Крім риби поїдають будь-яку здобич, з якою можуть впоратися.
На острові немає отруйних змій і небезпечних для людини тварин, крім крокодилів.
Кубинський удав (Epicrates angulifer) — найкрупніший вид гладкогубих удавів. Ці удави ведуть нічний спосіб життя і досягають до 4 метрів завдовжки. Їх улюбленою здобиччю є кажани.
У водоймах карстових печер мешкають сліпі риби і креветки. З ракоподібних — сухопутні краби і рак-самітник.